# Чимишкян Рафаель Аркадійович
Рафае́ль Арка́дійович Чимишкя́н (груз. რაფაელ ჩიმიშკიანი; 23 березня 1929, Тбілісі, Грузинська РСР — 25 вересня 2022) — грузинський радянський важкоатлет, 11-разовий рекордсмен світу, олімпійський чемпіон (1952), дворазовий чемпіон світу (1954 і 1955), шестиразовий чемпіон Європи (1950, 1952, 1954-1957) і п'ятиразовий чемпіон СРСР (1949, 1951, 1954, 1955, 1960). Заслужений майстер спорту СРСР (1952). Суддя міжнародної категорії. Почесний віце-президент Федерації важкої атлетики Грузії. Удостоєний звання «Кращий штангіст Грузії XX століття». Нагороджений орденом «Знак Пошани» (1956) та «Орденом Честі» (1996). Почесний громадянин міста Тбілісі.

## Державні нагороди
- Президентський орден Сяйво (Грузія, 2018)[2]